# Torneo Acropolis 2007
Il Torneo Acropolis 2007 si è svolto dal 20 al 22 agosto 2007.

Gli incontri si sono svolti nell'impianto ateniese "Olympiahalle".

## Squadre partecipanti
1. Grecia
2. Italia
3. Lituania
4. Slovenia

## Risultati
| Atene 20 agosto | Italia | 81 – 84 | Slovenia | Olympiahalle |

| Atene 20 agosto | Grecia | 78 – 71 | Lituania | Olympiahalle |

| Atene 21 agosto | Slovenia | 72 – 87 | Lituania | Olympiahalle |

| Atene 21 agosto | Grecia | 72 – 62 | Italia | Olympiahalle |

| Atene 22 agosto | Italia | 70 – 86 | Lituania | Olympiahalle |

| Atene 22 agosto | Grecia | 80 – 65 | Slovenia | Olympiahalle |

## Classifica finale
| Pos. | Team     | Punti | Pf - Ps   |
| ---- | -------- | ----- | --------- |
| 1.   | Grecia   | 6     | 230 - 198 |
| 2.   | Lituania | 4     | 244 - 220 |
| 3.   | Slovenia | 2     | 221 - 248 |
| 4.   | Italia   | 0     | 213 - 242 |

## MVP
| Titolo | Giocatore         |
| ------ | ----------------- |
| MVP    | Vasilīs Spanoulīs |